# Pièces de monnaie en rouble de Transnistrie

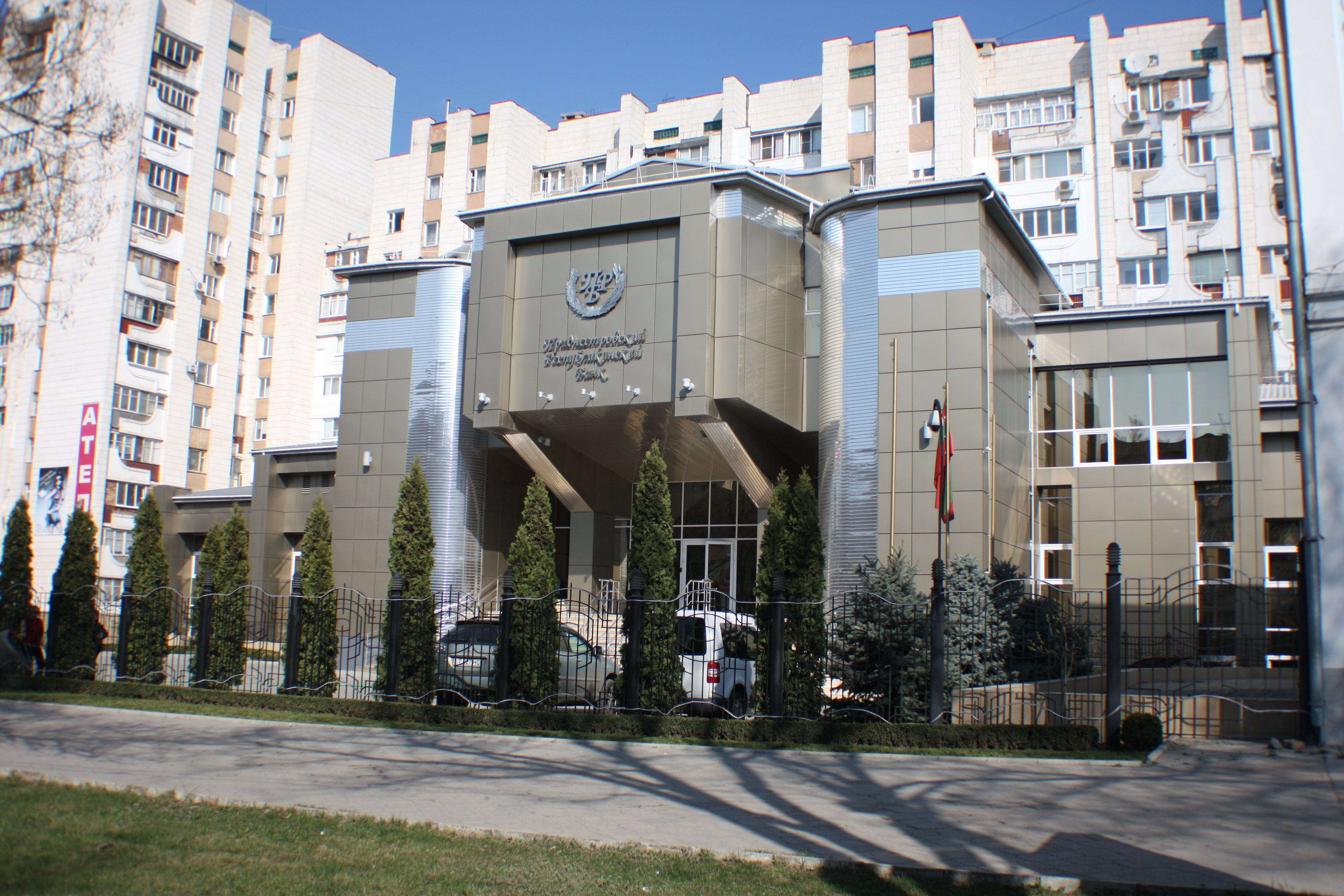
Le siège de la Banque nationale de la région de Transnistrie, à Tiraspol

Les pièces de monnaie de Transnistrie sont une des représentations physiques, avec les billets de banque, de la monnaie de la République moldave de Transnistrie.

## L'unité monétaire de Transnistrie
Le rouble de Transnistrie (pas de code ISO 4217 officiel, code officieux PRB[réf. nécessaire]) est la devise de la République moldave de Transnistrie depuis 1994. Il a remplacé le rouble soviétique et le rouble russe[Quoi ?].
Le rouble est divisé en 100 kopecks.

## Les pièces de la République moldave de Transnistrie

### Première série de pièces de la République moldave de Transnistrie (2000-2004)
| Première série de pièces de la République moldave de Transnistrie (2000-2004) | Première série de pièces de la République moldave de Transnistrie (2000-2004) | Première série de pièces de la République moldave de Transnistrie (2000-2004) | Première série de pièces de la République moldave de Transnistrie (2000-2004) | Première série de pièces de la République moldave de Transnistrie (2000-2004) | Première série de pièces de la République moldave de Transnistrie (2000-2004) | Première série de pièces de la République moldave de Transnistrie (2000-2004) | Première série de pièces de la République moldave de Transnistrie (2000-2004) |
| Valeur                                                                        | Paramètres techniques                                                         | Paramètres techniques                                                         | Paramètres techniques                                                         | Description                                                                   | Description | Description                                                                   | Date de la première frappe                                                    |
| Valeur                                                                        | Diamètre                                                                      | Poids                                                                         | Composition                                                                   | Bord                                                                          | Avers | Revers                                                                        | Date de la première frappe                                                    |
| ----------------------------------------------------------------------------- | ----------------------------------------------------------------------------- | ----------------------------------------------------------------------------- | ----------------------------------------------------------------------------- | ----------------------------------------------------------------------------- | --- | ----------------------------------------------------------------------------- | ----------------------------------------------------------------------------- |
| 1 kopeck                                                                      | 16.0 mm                                                                       | 0.65 g                                                                        | aluminium                                                                     | lisse                                                                         | Le blason de la République, avec le symbole communiste, une faucille et un marteau, l'inscription circulaire Приднестровская Молдавская Республика (République moldave de Transnistrie) et le millésime | 1 КОПЕЙКА entre deux épis de blé                                              | 2000                                                                          |
| 5 kopecks                                                                     | 18.0 mm                                                                       | 0.75 g                                                                        | aluminium                                                                     | lisse                                                                         | Le blason de la République, avec le symbole communiste, une faucille et un marteau, l'inscription circulaire Приднестровская Молдавская Республика (République moldave de Transnistrie) et le millésime | 5 КОПЕЕК entre deux épis de blé                                               | 2000                                                                          |
| 10 kopecks                                                                    | 20.0 mm                                                                       | 0.97 g                                                                        | aluminium                                                                     | lisse                                                                         | Le blason de la République, avec le symbole communiste, une faucille et un marteau, l'inscription circulaire Приднестровская Молдавская Республика (République moldave de Transnistrie) et le millésime | 10 КОПЕЕК entre deux épis de blé                                              | 2000                                                                          |
| 25 kopecks                                                                    | 17.0 mm                                                                       | 2.15 g                                                                        | Cu, Zn                                                                        | lisse                                                                         | Le blason de la République, avec le symbole communiste, une faucille et un marteau, l'inscription circulaire Приднестровская Молдавская Республика (République moldave de Transnistrie) et le millésime | 25 КОПЕЕК dans une branche de laurier                                         | 2000                                                                          |
| 50 kopecks                                                                    | 19.5 mm                                                                       | 2.75 g                                                                        | Cu, Zn                                                                        | lisse                                                                         | Le blason de la République, avec le symbole communiste, une faucille et un marteau, l'inscription circulaire Приднестровская Молдавская Республика (République moldave de Transnistrie) et le millésime | 50 КОПЕЕК dans une branche de laurier                                         | 2000                                                                          |

### Deuxième série de pièces de la République moldave de Transnistrie (2005-)
| Deuxième série de pièces de la République moldave de Transnistrie (2005-) | Deuxième série de pièces de la République moldave de Transnistrie (2005-) | Deuxième série de pièces de la République moldave de Transnistrie (2005-) | Deuxième série de pièces de la République moldave de Transnistrie (2005-) | Deuxième série de pièces de la République moldave de Transnistrie (2005-) | Deuxième série de pièces de la République moldave de Transnistrie (2005-)                                                                       | Deuxième série de pièces de la République moldave de Transnistrie (2005-) | Deuxième série de pièces de la République moldave de Transnistrie (2005-) |
| Valeur                                                                    | Paramètres techniques                                                     | Paramètres techniques                                                     | Paramètres techniques                                                     | Description                                                               | Description | Description                                                               | Date de la première frappe                                                |
| Valeur                                                                    | Diamètre                                                                  | Poids                                                                     | Composition                                                               | Bord                                                                      | Avers | Revers                                                                    | Date de la première frappe                                                |
| ------------------------------------------------------------------------- | ------------------------------------------------------------------------- | ------------------------------------------------------------------------- | ------------------------------------------------------------------------- | ------------------------------------------------------------------------- | --- | ------------------------------------------------------------------------- | ------------------------------------------------------------------------- |
| 25 kopecks                                                                | 17.0 mm                                                                   | 2.15 g                                                                    | bimétallique : Cu, acier                                                  | lisse                                                                     | Le blason de la République, l'inscription circulaire Приднестровская Молдавская Республика (République moldave de Transnistrie) et le millésime | 25 КОПЕЕК dans une branche de laurier                                     | 2005                                                                      |
| 50 kopecks                                                                | 19.5 mm                                                                   |                                                                           | bimétallique : Cu, acier                                                  | lisse                                                                     | Le blason de la République, l'inscription circulaire Приднестровская Молдавская Республика (République moldave de Transnistrie) et le millésime | 50 КОПЕЕК dans une branche de laurier                                     | 2005                                                                      |

### Pièces en composite de fibre et de plastique (depuis 2014)
Pièces émises à partir du 22 août 2014
| Pièces en composite de fibre et de plastique (depuis 2014) | Pièces en composite de fibre et de plastique (depuis 2014) | Pièces en composite de fibre et de plastique (depuis 2014) | Pièces en composite de fibre et de plastique (depuis 2014) | Pièces en composite de fibre et de plastique (depuis 2014) | Pièces en composite de fibre et de plastique (depuis 2014) | Pièces en composite de fibre et de plastique (depuis 2014) | Pièces en composite de fibre et de plastique (depuis 2014) |
| Valeur                                                     | Paramètres techniques                                      | Paramètres techniques                                      | Paramètres techniques                                      | Description                                                | Description                                                | Description                                                | Date de la première frappe                                 |
| Valeur                                                     | Diamètre                                                   | Poids                                                      | Composition                                                | Bord                                                       | Avers                                                      | Revers                                                     | Date de la première frappe                                 |
| ---------------------------------------------------------- | ---------------------------------------------------------- | ---------------------------------------------------------- | ---------------------------------------------------------- | ---------------------------------------------------------- | ---------------------------------------------------------- | ---------------------------------------------------------- | ---------------------------------------------------------- |
| 1 rouble                                                   | 26 mm                                                      | 0.85 g                                                     | Composite de fibre et de plastique de couleur jaune        | lisse                                                      |                                                            |                                                            | 2014                                                       |
| 3 roubles                                                  | 31 mm                                                      | 1 g                                                        | Composite de fibre et de plastique de couleur verte        | lisse                                                      |                                                            |                                                            | 2014                                                       |
| 5 roubles                                                  | 28.6 mm                                                    | 1 g                                                        | Composite de fibre et de plastique de couleur bleue        | lisse                                                      |                                                            |                                                            | 2014                                                       |
| 10 roubles                                                 | 28 mm                                                      | 0.9 g                                                      | Composite de fibre et de plastique de couleur rouge        | lisse                                                      |                                                            |                                                            | 2014                                                       |